# 接続 (ファイバー束)
ファイバーバンドルの接続（せつぞく、英: connection）とは、ベクトルバンドルの接続概念（Koszul接続）を任意のファイバーバンドルに拡張したものである。
これにより、原理的には任意のファイバーバンドル上で接続の概念を考えられるようになるが、実際に研究が進んでいるのはベクトルバンドルの場合とそれに対応する主バンドルの場合、具体的に{\displaystyle \mathrm {GL} _{n}(\mathbb {R} )}、{\displaystyle \mathrm {GL} _{n}(\mathbb {C} )}、回転群{\displaystyle SO(n)}、ユニタリ群{\displaystyle U(n)}、シンプレクティック群{\displaystyle \mathrm {Sp} (n)}、スピン群{\displaystyle \mathrm {Spin} (n)}等、一般線形群やその閉部分リー群に対する主バンドルの場合である。
なお、これらはそれぞれ実ベクトルバンドル、実計量ベクトルバンドル、複素ベクトルバンドル、複素計量ベクトルバンドル、シンプレクティックバンドル、クリフォードバンドルに対応する。
こうした群の場合、主バンドルの接続からベクトルバンドルの接続が定義でき、逆にベクトルバンドルの接続から主バンドルの接続が定義できる事を本章で見る。ファイバーバンドルの接続、特に主バンドルの接続を考える主目的はベクトルバンドルの接続を別の角度から捉え直す事にある。
チャーン・ヴェイユ理論では、特性類という主バンドルを使って特徴づけられる概念を用いるので、上記のように主バンドルに対して接続を定義することで、理論の記述が可能になる。
以下、本項では特に断りがない限り、多様体、関数、バンドル等は全てC∞級の場合を考える。よって紛れがなければ「C∞級」を省略して単に多様体、関数、バンドル等という。

## 名称に関して
ファイバーバンドルの接続のことをエーレスマン接続（英: Ehresmann conection）と呼ぶ場合があるが、主バンドルに対する接続の事を「エーレスマン接続」と読んでいる書籍もあるので注意が必要である。なお主バンドル上においても両者の概念は同値ではなく、ファイバーバンドルの接続のうち構造群の作用に関して不変なものを主バンドルの接続と呼ぶ。
両者の区別のため、一般のファイバーバンドルの接続を一般の接続（英: general connection）、主バンドルの接続を主接続（英: principal connection）と呼ぶ場合がある。
またファイバーバンドルの接続のうち、完備なもののみを「エーレスマン接続」と呼ぶ場合もある。なおエーレスマン自身による定義では完備性を仮定していた。

## 動機
本節では、ファイバーバンドルの接続、中でも特に主バンドルの接続を定義する動機を説明する。

リーマン多様体の接バンドル上のレヴィ・チヴィタ接続、あるいはより一般に任意の多様体のベクトルバンドルの接続はベクトルバンドル{\displaystyle E\to M}上の微分演算子∇によって定義されている。
M上のベクトル場Xに対し行列{\displaystyle \omega (X)}を
{\displaystyle (\nabla _{X}e_{1},\ldots ,\nabla _{X}e_{m})=(e_{1},\ldots ,e_{m})\omega (X)}
により定義し、Xに{\displaystyle \omega (X)}を対応させる行列値の1-形式{\displaystyle \omega =(\omega ^{i}{}_{j})_{ij}}を局所的な基底{\displaystyle (e_{1},\ldots ,e_{m})}に関する接続∇の接続形式（英: connection form）という。
∇が定義する共変微分はライプニッツ則により、
{\displaystyle \nabla _{X}s=X(s^{j})e_{j}+s^{i}\omega _{i}{}^{j}(X)e_{j}}
とかけるので、接続形式ωが分かれば接続∇が再現でき、ωと∇は1対1対応する。ここで{\displaystyle s=s^{j}e_{j}}はEの切断である。
実はむしろωから接続概念を定義したほうが、数学的に有利である事が示唆され、このアイデアを結実したのが主バンドルの接続概念である。
接続形式ωから接続概念を定義したほうが有利な理由は２つある。第一に、リーマン多様体であれば∇から定義される曲率テンソルを使って記述できた恒等式、例えば（第二）構造方程式や（第二）ビアンキ恒等式は、一般のベクトルバンドルではωを使わないと記述できない（接続 (ベクトル束)#曲率を参照）。
第二に、接続概念において重要な役割を果たす平行移動の概念は接続形式ωと強く関係しており、底空間Mの曲線{\displaystyle c(t)}に沿って定義された局所的な基底{\displaystyle (e_{1}(t),\ldots ,e_{m}(t))}をtで微分したものが接続形式{\displaystyle \omega ({\tfrac {dc}{dt}}(0))}に一致する。
よって特に（レヴィ・チヴィタ接続などの）∇がEの計量と両立する接続の場合、∇による平行移動は回転変換、すなわち{\displaystyle SO(n)}の元なので、その微分である接続形式ωは{\displaystyle SO(n)}のリー代数{\displaystyle {\mathfrak {so}}(n)}の元、すなわち歪対称行列である。
このように接続形式を用いるとベクトルバンドルの構造群（上の例では{\displaystyle SO(n)}）が接続形式の構造をリー群・リー代数対応により支配している事が見えやすくなる。
上では回転群{\displaystyle \mathrm {SO} (m)}の場合を説明したが、{\displaystyle \mathrm {GL} _{n}(\mathbb {C} )}（を自然に{\displaystyle \mathrm {GL} _{2n}(\mathbb {R} )}の部分群とみなしたもの）や{\displaystyle \mathrm {U} _{n}(\mathbb {C} )}、物理学で重要なシンプレクティック群やスピン群に対しても同種の性質が証明でき、接続形式がリー群・リー代数対応により支配されている事がわかる。

こうした事実は接続概念を直接リー群と接続形式とで記述する方が数学的に自然である事を示唆する。後で説明する、リー群の主バンドルに対する接続はこのアイデアを定式化したもので、主バンドルの接続は接続形式に相当するものを使って定義される。
そこで本項では、まずベクトルバンドルの接続と主バンドルの接続の両方を包括する概念であるファイバーバンドルの接続概念を導入する。この概念は「そもそも平行移動とは何か」を直接的に定式化したもので、この概念それ自身が接続形式の言葉で記述されるわけではない。
そして次にファイバーバンドルの接続概念を用いて主バンドルの接続概念を定義すると同時に、主バンドルの接続を接続形式の言葉で再定式化する。そして構造群を持つファイバーバンドルにその主バンドルから接続を誘導する方法を説明する。そして最後にベクトルバンドルの接続と主バンドルの接続の接続形式の言葉で記述する。

## ファイバーバンドルの接続の定義
ファイバーバンドルの接続概念は、ベクトルバンドルの接続における平行概念を自然に拡張する事で定義する。

### 定義の背後にある直観
{\displaystyle \pi ~:~E\to M}をベクトルバンドルとし、∇をこのバンドルのKoszul接続とする。M上の任意の曲線c(t)とc(t)上の任意の切断s(t)で平行なものに対し、s(t)をE上の曲線とみなしたときに{\displaystyle {\tfrac {ds}{dt}}}が入るTeEの部分空間を「水平部分空間」と呼ぶ。
以上のように接続∇から水平部分空間が定まるが、逆に水平部分空間の情報があれば接続を再現できる事も知られている。実際、{\displaystyle {\tfrac {ds}{dt}}}が常に水平部分空間に入るような切断s(t)を平行な切断とみなす事で水平部分空間から平行が再現でき、平行概念から接続概念を再現できる事も知られている。
よってベクトルバンドルの場合は接続概念は水平部分空間の概念は等価なので、一般のファイバーバンドルに対する接続を水平部分空間の概念を用いて定義する事にする。

### 定義
以上の考察を元に、ファイバーバンドルの接続を定義する。そのためにまず「垂直部分空間」という概念を定義する。{\displaystyle \pi ~:~E\to M}をファイバーFを持つファイバーバンドルとし、e∈EをEの元とするとしπが誘導する写像を{\displaystyle \pi _{*}~:~TE\to TM}とするとき、
{\displaystyle {\mathcal {V}}_{e}:=\{\xi \in T_{e}E\mid \pi _{*}(\xi )=0\}=T_{e}(E_{\pi (e)})}

を、eにおけるTeEの垂直部分空間（英: vertical subspace）という。そしてファイバーバンドルの接続を以下のように定義する：
定義 (接続) ― 
ファイバーバンドル{\displaystyle \pi ~:~E\to M}の（C∞級の）接続(英: connection){\displaystyle \{{\mathcal {H}}_{e}\}_{e\in E}}とは、Eの各点eにおけるTeMの部分空間{\displaystyle {\mathcal {H}}_{e}}の族でeに関してC∞級であり、以下の性質を満たすものである：
{\displaystyle T_{e}E={\mathcal {V}}_{e}\oplus {\mathcal {H}}_{e}}
{\displaystyle {\mathcal {H}}_{e}}をeにおける水平部分空間（英: horizontal subspace）という。
分解
{\displaystyle T_{e}E={\mathcal {V}}_{e}\oplus {\mathcal {H}}_{e}}
があれば、TeEの元の{\displaystyle {\mathcal {V}}_{e}}への射影
{\displaystyle V_{e}~:~T_{e}E\to {\mathcal {V}}_{e}}
すなわち{\displaystyle \mathrm {Ker} V_{e}={\mathcal {H}}_{e}}、{\displaystyle V_{e}|_{{\mathcal {V}}_{e}}=\mathrm {id} }となる線形変換を定義できる。このVeを垂直射影（英: vertical projection）もしくは接続写像（英: connection map）といい、接続写像によって接続概念を定式化することも可能である：
定義 ― 
ファイバーバンドル{\displaystyle \pi ~:~E\to M}の（C∞級の）接続(英: connection)とは、eに関してC∞級な写像
{\displaystyle V_{e}~:~T_{e}E\to {\mathcal {V}}_{e}}
の族{\displaystyle \{V_{e}\}_{e\in E}}で以下の性質を満たすものである：
- {\displaystyle V_{e}|_{{\mathcal {V}}_{e}}=\mathrm {id} }

後で述べるように、この垂直射影Veが主バンドルの接続の場合は接続形式に対応している。

### ジェットバンドルによる特徴づけ
本節ではジェットバンドルの概念を用いる事でファイバーバンドルの接続を特徴づける。

#### ジェットバンドルの定義
{\displaystyle \pi ~:~E\to M}をファイバーバンドルとし、uをMの点とする。uの近傍で定義されたEの２つの切断s、s'に対し、
{\displaystyle s\sim s'\iff s_{u}=s_{u}~~{\text{and}}~~s_{*}|_{u}=s'_{*}|_{u}}
という同値関係を定義し、その同値類を{\displaystyle j_{u}^{1}s}と書き、sの1次のジェット（英: jet）という。さらに同値類全体を{\displaystyle J_{u}^{1}E}と書き、{\displaystyle J^{1}E=\bigcup _{u\in M}J_{u}^{1}E}とすると、
{\displaystyle j_{u}^{1}s\in J^{1}E\mapsto u\in M}
によりJ1EはM上のバンドルとみなせる。このバンドルをファイバーバンドル{\displaystyle \pi ~:~E\to M}に関する1次のジェットバンドルという。なお、
{\displaystyle j_{u}^{1}s\in J^{1}E\mapsto s_{u}\in E}
によりJ1EをE上のバンドルとみなすこともできる。

#### ジェットバンドルを使った接続の特徴づけ
ジェット{\displaystyle j_{u}^{1}s}を一つ指定すると、点{\displaystyle s_{u}\in E}における平面{\displaystyle {\mathcal {H}}_{s_{u}}:=s_{*}(T_{u}M)}で垂直部分空間と{\displaystyle {\mathcal {V}}_{s_{u}}\cap {\mathcal {H}}_{s_{u}}=\{0\}}を満たすものが定義できる。逆に{\displaystyle {\mathcal {V}}_{s_{u}}\cap {\mathcal {H}}_{s_{u}}=\{0\}}を満たす平面{\displaystyle {\mathcal {H}}_{s_{u}}\subset T_{s_{u}}E}からジェット{\displaystyle j_{u}^{1}s}が1つ定まる事も容易に示せる。

ファイバーバンドル{\displaystyle \pi ~:~E\to M}の接続とはEの各点eに{\displaystyle {\mathcal {V}}_{e}\cap {\mathcal {H}}_{e}=\{0\}}を満たす{\displaystyle {\mathcal {H}}_{e}\subset T_{e}E}を定めるものであったので、上述の議論から、これはEの各点eに{\displaystyle s_{\pi (e)}=e}を満たすジェット{\displaystyle j_{u}^{1}s}を定める事に等しく、Eの各点にそのようなジェットを定める行為は
{\displaystyle j_{u}^{1}s\in J^{1}E\mapsto s_{u}\in E}
の切断を定める行為に等しい。よって{\displaystyle \pi ~:~E\to M}の接続概念を以下のように定式化できる：
定理 (ジェットバンドルを使った接続概念の定式化) ― {\displaystyle \pi ~:~E\to M}をファイバーバンドルとし、J1Eを{\displaystyle \pi ~:~E\to M}の1次のジェットバンドルとする。このとき、
{\displaystyle J^{1}E\to E}
の切断を{\displaystyle \pi ~:~E\to M}の接続という。
「切断」という「水平部分空間」よりも数学的に扱いやすい対象によって接続を定義できる点でこの定義は有益である。

## 諸概念
本節では、上記の接続の概念に基づいて、一般のファイバーバンドルに対して平行移動、共変微分、および曲率形式の概念を定義していく。
ベクトルバンドルの場合にこれらの概念がこれまで議論してきた平行移動、共変微分、および曲率形式の概念に一致する事は後述する。

### 平行移動
平行移動の概念を以下のように定義する：
定義 (平行移動) ― M上の曲線{\displaystyle c(t)}上定義された切断{\displaystyle s(t)}が平行であるとは、
{\displaystyle {ds \over dt}(t)\in {\mathcal {H}}_{s(t)}}
が任意のtに対して成立する事をいう。さらにt0、t1を2つの時刻とするとき、{\displaystyle s(t_{1})}は{\displaystyle s(t_{0})}を{\displaystyle c(t)}に沿って平行移動した元であるという
接続の定義から、
{\displaystyle \pi _{*}|_{{\mathcal {H}}_{e}}:|~{\mathcal {H}}_{e}\to T_{\pi (e)}M}
はベクトル空間としての同型であるので、この逆写像
{\displaystyle \mathrm {Lift} _{e}~:~T_{\pi (e)}M\to {\mathcal {H}}_{e}}
を考える事ができる。{\displaystyle \mathrm {Lift} _{e}(v)}を{\displaystyle v\in T_{\pi (e)}M}のeへの水平リフト（英: horizontal lift）といい、vに水平リフトを対応させる写像
{\displaystyle \mathrm {Lift} _{e}~:~T_{\pi (e)}M\to {\mathcal {H}}_{e}}をクリストッフェル写像（英: Christoffel map）という事もある。この写像とクリストッフェル記号の関係は後述する。

水平リフトの定義から明らかなように、切断{\displaystyle s(t)}が平行である必要十分条件は
{\displaystyle {\tfrac {d}{dt}}s(t)=\mathrm {Lift} _{s(t)}\left({\tfrac {d}{dt}}c(t)\right)}
を満たす事である。

常微分方程式{\displaystyle {\tfrac {d}{dt}}s(t)=\mathrm {Lift} _{s(t)}\left({\tfrac {d}{dt}}c(t)\right)}の解の局所的な存在一意性から、平行移動は局所的に存在し、かつ一意である。
すなわちsを曲線{\displaystyle c(t)}の時刻t0のファイバー{\displaystyle E_{c(t_{0})}}の元とするとき、（t0とsに依存した）t0の近傍{\displaystyle (-\varepsilon ,\varepsilon )}が存在し、{\displaystyle (-\varepsilon ,\varepsilon )}上ではsの平行移動が一意に存在する。

### 完備性

#### 定義
前節で平行移動が局所的には必ず存在する事を見たが、平行移動の大域的な存在性は必ずしも保証されない。平行移動が大域的に存在するときに接続は完備であるという：
定義 (完備性) ― 
任意の{\displaystyle e\in E}および{\displaystyle \pi (e)\in M}を通る任意の曲線{\displaystyle c(t)\in M}に対し、{\displaystyle c(t)}に沿ったeの平行移動が定義できるとき、接続{\displaystyle \{{\mathcal {H}}_{e}\}_{e\in E}}は完備（英: complete）であるという。
任意のファイバーバンドルに完備な接続が少なくとも1つ入る事が知られている。

なお、接バンドルにおいては「完備」という言葉は
- アフィン接続の測地線完備性[注 6]
- リーマン計量が入っている場合の距離空間としての完備性

にも使われるが、上述した接続の完備性はこれらの完備性概念とは別概念である。実際、（アフィン接続に限らず）Koszul接続の場合には、平行移動は常に定義可能であるので、Koszul接続は上述の意味で常に完備である。

ファイバーがコンパクトの場合も完備性が成り立つ：
定理 ― 
{\displaystyle \pi ~:~E\to M}をファイバー空間Fを持つファイバーバンドルとし、{\displaystyle {\mathcal {H}}=\{{\mathcal {H}}_{e}\}_{e\in E}}をこのバンドルの接続とする。
このとき、Fがコンパクトであれば{\displaystyle {\mathcal {H}}}は完備である。

#### 反例
本節では完備ではない接続の例をあげる。{\displaystyle M=\mathbb {R} }とし、M上のファイバーバンドル
{\displaystyle \pi ~:~(x,y)\in M\times \mathbb {R} \mapsto x\in M}
を考え、このファイバーバンドル上に下記のような接続を考える：
点{\displaystyle (x,y)\in M\times \mathbb {R} }における水平部分空間は、{\displaystyle T_{(x,y)}(M\times \mathbb {R} )}内の傾き{\displaystyle y{}^{2}}の直線である
ここで直線の「傾き」は{\displaystyle T_{(x,y)}(M\times \mathbb {R} )}を自然に{\displaystyle M\times \mathbb {R} =\mathbb {R} \times \mathbb {R} }と同一視したときの傾きである。
このようにすると、{\displaystyle M=\mathbb {R} }上の直線{\displaystyle c(t)=t}に沿って点{\displaystyle 0\in M=\mathbb {R} }のファイバー上の点{\displaystyle (0,y_{0})\in M\times \mathbb {R} =\mathbb {R} \times \mathbb {R} }を平行移動した結果できる曲線は
{\displaystyle (x,y)=\left(t,{1 \over y_{0}{}^{-1}-t}\right)}
である事を容易に示す事ができる。この平行移動は
{\displaystyle t<{1 \over y_{0}}}
の範囲でしか延長できず、完備でない事が言えた。

上記の例でも分かるように、水平移動の局所的存在性において、水平移動が存在する範囲{\displaystyle (-\varepsilon ,\varepsilon )}がファイバーの元（上記の例ではy0）に依存しており、上記の例であれば{\displaystyle \varepsilon <{\tfrac {1}{y_{0}}}}でなくてはならない。この事が水平移動の大域的存在性を保証できない原因となっている。

### 共変微分
本節ではまず共変微分を天下り的に定義し、次に平行移動の概念を用いて共変微分の概念の意味付けを行う。

#### 定義
定義 (共変微分) ― 
{\displaystyle \pi ~:~E\to M}を接続{\displaystyle \{V_{e}\}_{e\in E}}が定義されたファイバーバンドルとし、sをMの開集合U上で定義されたEの切断とし、XをUの点{\displaystyle x\in U}におけるMの接ベクトルとする。sを多様体Uから多様体Eへの写像とみなしたときにsが接ベクトル空間に誘導する写像を
{\displaystyle s_{*}~:~TU\to TE}
とする。このとき、{\displaystyle u\in M}に対し、
{\displaystyle \nabla _{X}s|_{u}:=V_{s_{u}}(s_{*}(X_{u}))}
を点uにおけるsのX方向の共変微分という。
定義 (曲線に沿った共変微分) ― 
{\displaystyle \pi ~:~E\to M}を接続{\displaystyle \{V_{e}\}_{e\in E}}が定義されたファイバーバンドルとし、{\displaystyle c(t)}をM上の曲線とし、{\displaystyle s(t)}を{\displaystyle c(t)}に沿ったEの切断とする。このとき、
{\displaystyle {\nabla  \over dt}s(t):=V_{s(t)}\left({d \over dt}s(t)\right)}
を{\displaystyle c(t)}に沿った{\displaystyle s(t)}の共変微分という。

#### リフトとの関係
M上のベクトル場Xに対し、Eの各点eに{\displaystyle \mathrm {Lift} _{e}(X_{e})}を対応させるベクトル場を
{\displaystyle \mathrm {Lift} (X)}

と書くことにすると、以下が成立する事が知られている：
定理 (共変微分とリフトの関係) ― sをMの開集合上で定義された切断とするとき、
{\displaystyle \nabla _{X}s=s_{*}(X)-\mathrm {Lift} (X)}
よって特に次が成立する：
定理 ― {\displaystyle s(t)}を曲線{\displaystyle c(t)}上の切断とするとき、
{\displaystyle {\frac {\nabla }{dt}}s(t)={\frac {d}{dt}}s(t)-\mathrm {Lift} _{s(t)}({\frac {d}{dt}}c(t))}
が成立する。
平行移動の定義より、{\displaystyle s(t)}が平行であれば、
{\displaystyle {\tfrac {d}{dt}}s(t)=\mathrm {Lift} _{s(t)}\left({\tfrac {d}{dt}}c(t)\right)}
であった。この事からすなわち、共変微分{\displaystyle {\tfrac {\nabla }{dt}}s(t)}とは、平行移動からのズレを表す量である事がわかる。

#### 成分表示とクリストッフェル写像
本節では共変微分を成分表示で表し、これにより水平リフトがなぜクリストッフェル写像と呼ばれるのかを見る。このためにファイバーバンドル{\displaystyle \pi ~:~E\to M}の点{\displaystyle e_{0}\in E}に対し、{\displaystyle \pi (e_{0})\in M}の近傍Uにおける局所座標{\displaystyle (x^{1},\ldots ,x^{m})}を選び、さらに{\displaystyle e_{0}\in E}の局所座標
{\displaystyle ((x^{1},\ldots ,x^{m}),(y^{1},\ldots ,y^{n}))\in U\times V\subset E}
として、局所座標が{\displaystyle ((x^{1},\ldots ,x^{m}),(y^{1},\ldots ,y^{n}))}の元を{\displaystyle \pi ~:~E\to M}で写像するしたものの局所座標が{\displaystyle (x^{1},\ldots ,x^{m})}となるものを取る。

水平リフトは{\displaystyle \pi ~:~E\to M}の右逆写像であった事から、{\displaystyle X=X^{k}{\tfrac {\partial }{\partial x^{k}}}}をU上のベクトル場とすると、{\displaystyle e\in E}における水平リフトは何らかの実数の組{\displaystyle (\Gamma ^{i}{}_{k}(e))_{i,k}}を用いて
{\displaystyle \mathrm {Lift} _{e}(X)=X^{k}{\partial  \over \partial x^{k}}-X^{k}\Gamma ^{i}{}_{k}(e){\partial  \over \partial y^{i}}}
という形に成分表示できる。共変微分とリフトの関係性から、簡単な計算により、以下の定理を示すことができる：
定理 (共変微分の成分表示) ― 記号を上述のように取り、さらにsをU上定義されたEの切断とし、sを成分表示で
{\displaystyle s(x)=((x^{1},\ldots ,x^{m}),(s^{1}(x),\ldots ,s^{n}(x)))}
と書く、このとき以下が成立する：
{\displaystyle \nabla _{X}s|_{x}=\left(X^{k}(x){\partial s^{j} \over \partial x^{k}}(x)+X^{k}(x)\Gamma ^{i}{}_{k}(s(x))\right){\partial  \over \partial y^{i}}{\Bigg |}_{s(x)}}
上記の定理をKoszul接続に関する共変微分の成分表示と比較する事で、{\displaystyle \Gamma _{k}{}^{i}(s(x))}がクリストッフェル記号に対応している事が分かる。事実Koszul接続では{\displaystyle \Gamma _{k}{}^{i}(s(x))}がsに関して線形であり、成分表示がクリストッフェル記号と一致する（後述）。
水平リフトの事をクリストッフェル写像と呼んだのは以上の理由による。

### 曲率

#### 定義
接続概念の定義において垂直方向への射影
{\displaystyle V_{e}~:~T_{e}E\to {\mathcal {V}}_{e}}
を導入したが、同様にして水平方向への射影
{\displaystyle H_{e}~:~T_{e}E\to {\mathcal {H}}_{e}}
も定義できる。
曲率概念はこのVe、Heを使って定義できる：
定理・定義 (ファイバーバンドルの曲率形式) ― 
{\displaystyle \pi ~:~E\to M}を接続{\displaystyle \{V_{e}\}_{e\in E}}が定義されたファイバーバンドルとし、{\displaystyle {\mathcal {H}}_{e}:=\mathrm {Ker} V_{e}}への射影を{\displaystyle H_{e}~:~T_{e}E\to {\mathcal {H}}_{e}}とする。
E上のベクトル場ξ、ηに対し、
{\displaystyle \Omega (\xi ,\eta ):=-V([H(\xi ),H(\eta )])}
と定義すると、Ωは{\displaystyle C^{\infty }(E)}-線形である。ここで{\displaystyle [\cdot ,\cdot ]}はリー括弧である。
よってΩは双線形写像
{\displaystyle \Omega ~:~TE\times TE\to {\mathcal {V}}}
であるとみなせる。
ΩをファイバーバンドルEの接続{\displaystyle \{V_{e}\}_{e\in E}}に関する曲率形式という。
なお、Frölicher–Nijenhuis bracket{\displaystyle [\cdot ,\cdot ]_{FN}}を用いると、曲率形式は
{\displaystyle \Omega =-{1 \over 2}[V,V]_{FN}=-{1 \over 2}[H,H]_{FN}}
とも書き表せる。
さらに曲率形式に対する下記の（第二）ビアンキ恒等式が成立する事も示せる
{\displaystyle [V,\Omega ]_{FN}=0}.

#### 曲率概念の可積分性による意味付け
曲率概念の意味付けをみるため、いくつかの概念を定義する。
{\displaystyle \pi ~:~E\to M}を接続{\displaystyle \{{\mathcal {H}}_{e}\}_{e\in E}}が定義されたファイバーバンドルとし、∇をこの接続が定める共変微分とする。
sをMの開集合U上で定義されたEの切断がUの任意の点uとuにおけるUの任意の接ベクトルvに対し、
{\displaystyle \nabla _{v}s=0}
を満たすとき、sは平坦(英: flat)であるという。
定義から明らかなようにsが平坦であるとは、sをUからEへの写像とみなしたとき、sが誘導する写像{\displaystyle s_{*}~:~TU\to TE}によるTUの像が常に水平部分空間に属する事と同値である。
Eの任意の点eに対し、eを通るEの平坦な切断が存在するとき、接続{\displaystyle \{{\mathcal {H}}_{e}\}_{e\in E}}は平坦であるという。
定義から明らかなように、接続{\displaystyle \{{\mathcal {H}}_{e}\}_{e\in E}}が平坦であるという事は、超平面の族{\displaystyle \{{\mathcal {H}}_{e}\}_{e\in E}}が可積分である事と同値である。
フロベニウスの定理を用いると、次が成立する事を証明できる：
定理 (曲率と可積分性の関係) ― 
{\displaystyle \pi ~:~E\to M}を接続{\displaystyle \{{\mathcal {H}}_{e}\}_{e\in E}}が定義されたファイバーバンドルとするとき、以下の3つは同値である：
1. {\displaystyle \{{\mathcal {H}}_{e}\}_{e\in E}}は平坦な接続である
2. 超平面の族{\displaystyle \{{\mathcal {H}}_{e}\}_{e\in E}}は可積分である
3. {\displaystyle \{{\mathcal {H}}_{e}\}_{e\in E}}の曲率形式Ωは恒等的に0に等しい。

したがって曲率形式は水平部分空間　{\displaystyle \{{\mathcal {H}}_{e}\}_{e\in E}}が可積分ではない度合いを表す量である。

#### 曲率概念のホロノミーによる意味づけ
これまで通り{\displaystyle \pi ~:~E\to M}を接続{\displaystyle \{V_{e}\}_{e\in E}}が定義されたファイバーバンドルとする。さらに{\displaystyle U\in \mathbb {R} ^{2}}を{\displaystyle \mathbb {R} ^{2}}の原点Oの開近傍とし、Uの元を成分で{\displaystyle (x^{1},x^{2})}と表し、{\displaystyle \varphi ~:~U\to M}を埋め込みとし、{\displaystyle i=1,2}に対し、
{\displaystyle {\hat {\partial }}_{i}:=\varphi _{*}(\partial _{i})}、{\displaystyle \partial _{i}^{*}:=\mathrm {Lift} ({\hat {\partial }}_{i})}
とする。{\displaystyle c(t)}を{\displaystyle \mathbb {R} ^{2}}上の以下のような閉曲線とする：{\displaystyle O\in \mathbb {R} ^{2}}から{\displaystyle t}だけ右に動き、{\displaystyle t}だけ上に動き、{\displaystyle t}だけ左に動き、{\displaystyle t}だけ下に動く。
このとき{\displaystyle \varphi \circ c(t)}に沿って、{\displaystyle \varphi (O)}のファイバー{\displaystyle E_{\varphi (O)}}の点eを平行移動したものは、
{\displaystyle e_{t}=\Phi _{2}^{-t}\circ \Phi _{1}^{-t}\circ \Phi _{2}^{t}\circ \Phi _{1}^{t}(e)}  where {\displaystyle \Phi _{i}^{t}:=\exp(t\partial _{i}^{*})}

に等しい。この{\displaystyle e_{t}}を使って曲率形式を特徴づける事ができる：
定理 ― 記号を上のように取る。このとき、{\displaystyle E_{\varphi (O)}}を局所座標で表すと、その局所座標で定義される足し算に関して、
{\displaystyle e_{t}=e-\Omega (\partial _{1}^{*},\partial _{2}^{*})t^{2}+O(t^{2})}
が成立する。

#### 成分表示
クリストッフェル写像の節と同様に、Eの元がMの局所座標{\displaystyle (x^{1},\ldots ,x^{m})}およびEの垂直方向の局所座標{\displaystyle (y^{1},\ldots ,y^{n})}の組{\displaystyle ((x^{1},\ldots ,x^{m}),(y^{1},\ldots ,y^{n}))}で書き表されているとし、{\displaystyle e\in E}に対し、
曲率を
{\displaystyle \Omega _{e}\left({\partial  \over \partial x^{k}},{\partial  \over \partial x^{\ell }}\right)=\Omega ^{i}{}_{k\ell }(e){\partial  \over \partial y^{i}}}
と成分表示する。さらにクリストッフェル写像の節と同様、{\displaystyle e\in E}における水平リフトを
{\displaystyle \mathrm {Lift} _{e}\left({\partial  \over \partial x^{k}}\right)={\partial  \over \partial x^{k}}-\Gamma ^{i}{}_{k}(e){\partial  \over \partial y^{i}}}
と書く。
定理 ― 記号を上述のように取る。このとき曲率は
{\displaystyle \Omega ^{i}{}_{k\ell }={\partial \Gamma _{\ell }{}^{i} \over \partial x^{k}}-{\partial \Gamma ^{i}{}_{k} \over \partial x^{\ell }}+{\partial \Gamma ^{i}{}_{k} \over \partial y^{s}}\Gamma ^{s}{}_{\ell }-{\partial \Gamma ^{i}{}_{\ell } \over \partial y^{s}}\Gamma ^{s}{}_{k}}
と成分表示できる。

### ホロノミー群
本節では特に断りのない限り、{\displaystyle \pi ~:~E\to M}を完備な接続{\displaystyle {\mathcal {H}}=\{{\mathcal {H}}_{e}\}_{e\in E}}が定義されたファイバーバンドルでMが連結なものとする。

#### 定義
{\displaystyle x_{0}\in M}をMの点とし、{\displaystyle c(t)\in M}をx0からx0自身への区分的になめらかな閉曲線とすると、接続が完備なのでx0のファイバー{\displaystyle E_{x_{0}}}の任意の元eに対し、eを{\displaystyle c(t)\in M}に沿って一周平行移動してできた元を{\displaystyle \varphi _{c}(e)\in E_{x_{0}}}とする事で、{\displaystyle E_{x_{0}}}上の可微分同相写像
{\displaystyle \varphi _{c}~:~E_{x_{0}}\to E_{x_{0}}}
を定義できる。
定理・定義 (ホロノミー群) ― 
{\displaystyle \mathrm {Hol} (E,{\mathcal {H}},x_{0}):=\{\varphi _{c}\mid c}はx0から出てP自身への区分的になめらかな閉曲線{\displaystyle \}}
は閉曲線の連結に関して自然に群構造をなす。この群をEの{\displaystyle {\mathcal {H}}}に関するx0におけるホロノミー群（英: holonomy group）という。
さらに以下を定義する：
定理・定義 (制約ホロノミー群) ― 
{\displaystyle \mathrm {Hol} _{0}(E,{\mathcal {H}},x_{0}):=\{\varphi _{c}\mid c}はx0から出てx0自身へと戻る区分的になめらかな閉曲線でM上0-ホモトープなもの{\displaystyle \}}
とすると、{\displaystyle \mathrm {Hol} _{0}(E,{\mathcal {H}},x_{0})}は{\displaystyle \mathrm {Hol} (E,{\mathcal {H}},x_{0})}の部分群をなす。{\displaystyle \mathrm {Hol} _{0}(E,{\mathcal {H}},x_{0})}をPにおけるEの{\displaystyle {\mathcal {H}}}に関する制約ホロノミー群（英: restricted holonomy group）という。
Mが連結である事から（制約）ホロノミー群の群構造はx0によらないので、紛れがなければ{\displaystyle \mathrm {Hol} (E,{\mathcal {H}},x_{0})}、{\displaystyle \mathrm {Hol} _{0}(E,{\mathcal {H}},x_{0})}を単に{\displaystyle \mathrm {Hol} (E,{\mathcal {H}})}、{\displaystyle \mathrm {Hol} _{0}(E,{\mathcal {H}})}と書く。

#### ホロノミーリー代数
{\displaystyle u\in M}における接ベクトル{\displaystyle v\in T_{u}M}に対し、{\displaystyle e\in E_{u}}に{\displaystyle v}のeでの水平リフトを対応させる
{\displaystyle e\in E_{u}\mapsto \mathrm {Lift} _{e}(v)\in {\mathcal {H}}_{e}\subset T_{e}E}
をファイバー{\displaystyle E_{u}}上の切断とみなしたものを{\displaystyle \mathrm {Lift} (v_{u})}と書く。
2つのベクトル{\displaystyle v_{u},w_{u}\in T_{u}M}に対し、{\displaystyle \mathrm {Lift} (v_{u})}、{\displaystyle \mathrm {Lift} (w_{u})}はいずれも{\displaystyle E_{u}}上のベクトル場なので、曲率形式Ωに対して、
{\displaystyle \Omega (\mathrm {Lift} (v_{u}),\mathrm {Lift} (w_{u}))\in VE=TE_{u}}

を定義でき、これは{\displaystyle E_{u}}上のベクトル場とみなせる。さらに{\displaystyle u_{0}\in M}をfixし、uから{\displaystyle u_{0}}までつなぐ曲線{\displaystyle c(t)}に沿って{\displaystyle \Omega (\mathrm {Lift} (v_{u}),\mathrm {Lift} (w_{u}))}を平行移動したものを{\displaystyle \Omega _{c}(\mathrm {Lift} (v_{u}),\mathrm {Lift} (w_{u}))}と書く。
定理・定義 ― {\displaystyle E_{u_{0}}}上のベクトル場全体の集合{\displaystyle {\mathfrak {X}}(E_{u_{0}})}をリー括弧に関する「無限次元リー代数」とみなしたとき、
{\displaystyle \{\Omega _{c}(\mathrm {Lift} (v_{u}),\mathrm {Lift} (w_{u}))|x\in M,v,w\in T_{u}M,c}はxからx0までつなぐM上の曲線{\displaystyle \}}
を含む最小の（C∞-位相に関する）閉部分線形空間
を
{\displaystyle \mathrm {hol} (E,{\mathcal {H}},x_{0})}
と書くとき、{\displaystyle \mathrm {hol} (E,{\mathcal {H}},x_{0})}は{\displaystyle {\mathfrak {X}}(E_{x_{0}})}の部分リー代数になっている。
{\displaystyle \mathrm {hol} (E,{\mathcal {H}},x_{0})}をホロノミーリー代数（英: holonomy Lie algebra）という。
実は以下の定理が成立する。なお、以下の定理は主バンドルに対するAmbrose–Singerの定理を任意のファイバーバンドルに一般化したものである：
定理 (Ambrose-Singerの定理の一般化) ― ホロノミーリー代数{\displaystyle \mathrm {hol} (E,{\mathcal {H}},x_{0})}が有限次元であれば、以下が成立する：
- ホロノミー群{\displaystyle G:=\mathrm {Hol} (E,{\mathcal {H}},x_{0})}は{\displaystyle \mathrm {hol} (E,{\mathcal {H}},x_{0})}をリー代数として持つリー群である[35]。
- あるG-主バンドル{\displaystyle \pi '~:~P\to M}、およびGのファイバー{\displaystyle E_{x_{0}}}への作用が一意に存在し、{\displaystyle \pi '~:~P\to M}と{\displaystyle E_{x_{0}}}へのG作用を使って作った{\displaystyle E_{x_{0}}}バンドルは{\displaystyle \pi ~:~E\to M}と同型である[35]。
- 主バンドル{\displaystyle \pi '~:~P\to M}には主バンドルとしての接続（詳細次章）が一意に存在し、この接続が上述の{\displaystyle E_{x_{0}}}バンドルに誘導する接続は{\displaystyle \pi ~:~E\to M}との接続と同一である[35]。

### クリストッフェル形式
{\displaystyle \pi ~:~E\to M}をファイバー空間Fを持つファイバーバンドル、{\displaystyle \{V_{e}\}_{e\in E}}をその上の接続とし、Mの点x0とx0の近傍Vに対し、{\displaystyle \pi ^{-1}(V)}の局所座標を
{\displaystyle \pi ^{-1}(V){\overset {\sim }{\to }}U\times F}とする。ここでUは{\displaystyle \mathbb {R} ^{m}}の開集合である。以下、紛れがなければ{\displaystyle \pi ^{-1}(V)}とその局所座標{\displaystyle U\times F}を同一視する。
定理・定義 ― 記号を上述のように取るとき、
{\displaystyle (x,a)\in U\times F}における接空間{\displaystyle T_{x,a}(U\times F)\approx T_{x}U\times T_{a}F}の元{\displaystyle (\xi _{x},\eta _{a})\in T_{x}U\times T_{a}F}に対し、
{\displaystyle V_{(x,a)}(\xi _{x},\eta _{a})=(0,\Gamma _{a}(\xi _{x})+\eta _{a})\in T_{x}U\times T_{a}F}
と書ける{\displaystyle \Gamma _{a}(\xi _{x})\in T_{a}F}が存在する。
Fの点aに{\displaystyle \Gamma _{a}(\xi _{x})\in T_{a}F}を対応させるF上のベクトル場を{\displaystyle \Gamma (\xi _{x})}と書く。
{\displaystyle \Gamma }はξxにF上のベクトル場の集合{\displaystyle {\mathfrak {X}}(F)}の元を対応させる{\displaystyle {\mathfrak {X}}(F)}値1-形式とみなせるので、{\displaystyle \Gamma }を接続{\displaystyle \{V_{e}\}_{e\in E}}の座標近傍{\displaystyle U\times F}に関するクリストッフェル形式（英: Christoffel form）という。
クリストッフェル形式を使うと曲率が以下のように書ける：
定理 ― 上述の記号の元、曲率Ωは局所座標{\displaystyle \pi ^{-1}(V){\overset {\sim }{\to }}U\times F}において以下を満たす：
{\displaystyle \Omega =d\Gamma +{1 \over 2}[\Gamma ,\Gamma ]}
ここで{\displaystyle [\Gamma ,\Gamma ](\xi ,\zeta ):=[\Gamma (\xi ),\Gamma (\zeta )]}であり、{\displaystyle [\cdot ,\cdot ]}はリー括弧である。
上述の定理はあくまで局所座標で成立するものに過ぎないが、後述する主バンドルの接続の場合は局所座標ではなく手バンドル自身の上で同種の定理が成り立つことを後で示す。

### 接続の引き戻し
{\displaystyle \pi ~:~E\to M}を接続{\displaystyle \{V_{e}\}_{e\in E}}が定義されたファイバーバンドルとし、{\displaystyle f~:~N\to M}を多様体NからMへのなめらかな写像とすると、ファイバーバンドルの引き戻し
{\displaystyle {\begin{array}{ccc}f^{*}E&{\overset {\tilde {f}}{\to }}&E\\\downarrow \pi '&\circlearrowright &\downarrow \pi \\N&{\overset {f}{\to }}&M\end{array}}}
が定義できる。
定義 ― 
f*E上の点{\displaystyle e\in f^{*}E}に対し、垂直射影V'eを合成関数
{\displaystyle T_{e}f^{*}E{\overset {{\tilde {f}}_{*}}{\longrightarrow }}T_{{\tilde {f}}(e)}E{\overset {V_{{\tilde {f}}(e)}}{\longrightarrow }}{\mathcal {V}}_{{\tilde {f}}(e)}{\overset {{\tilde {f}}_{*}{}^{-1}}{\longrightarrow }}{\mathcal {V}}'_{e}}
により定義する事で引き戻し{\displaystyle \pi '~:~f^{*}E\to N}に接続{\displaystyle \{V_{e}\}_{e\in f^{*}E}}を定義できる。ここで{\displaystyle {\mathcal {V}}_{{\tilde {f}}(e)}}、{\displaystyle {\mathcal {V}}'_{e}}はそれぞれ{\displaystyle \pi '~:~f^{*}E\to N}、{\displaystyle \pi ~:~E\to M}の垂直部分空間である。
接続{\displaystyle \{V_{e}\}_{e\in f^{*}E}}を{\displaystyle \pi ~:~E\to M}の接続{\displaystyle \{V_{e}\}_{e\in E}}の引き戻し（英: pullback）という。
曲率は引き戻しに対して自然に振る舞う：
定理 ― 上述の記号の元、Ωを{\displaystyle \pi ~:~E\to M}上の接続{\displaystyle \{V_{e}\}_{e\in E}}の曲率とし、Ω'を引き戻し{\displaystyle \pi '~:~f^{*}E\to N}上の引き戻された接続{\displaystyle \{V'_{e}\}_{e\in E}}の曲率とする。このとき以下が成立する：
{\displaystyle \Omega '=f^{*}(\Omega )}

一方、接続に関する他の諸概念、例えば水平リフトは引き戻しに関して自然に振る舞うとは限らない。実際{\displaystyle f~:~N\to M}がNを一点に潰す写像であれば、TNの像は全て0ベクトルであるので、{\displaystyle f_{*}}で写像してから水平リフトするのと水平リフトしてから{\displaystyle {\tilde {f}}_{*}}で写像したのでは結果が異なる。
水平リフトは引き戻しに関して自然に振る舞う条件は微分がfull rankになる事で、{\displaystyle f_{*}}が点{\displaystyle x\in N}においてfull rankであれば、TxNの元を{\displaystyle f_{*}}で写像してから水平リフトするのと水平リフトしてから{\displaystyle {\tilde {f}}_{*}}で写像したのは結果が等しくなる。

## 主バンドルの接続
本節では主バンドルの接続を定義する。

### 定義
主バンドルの接続は、ファイバーバンドルの接続で群作用に対して不変になるものである：
定義 (主接続の定義) ― 
Gをリー群とし、{\displaystyle \pi ~:~P\to M}を構造群Gを持つ主バンドルとする。{\displaystyle \pi ~:~{\mathcal {P}}\to M}のC∞級の（主バンドルとしての）接続(英: connection)あるいは主接続（英: principal connection）{\displaystyle \{{\mathcal {H}}_{p}\}_{p\in P}}とは、Pの各点pにおけるTpMの部分空間{\displaystyle {\mathcal {H}}_{p}}の族でpに関してC∞級であり、任意の{\displaystyle p\in P}に対し以下の性質を満たすものである：
- {\displaystyle T_{p}P={\mathcal {V}}_{p}\oplus {\mathcal {H}}_{p}}
- 任意の{\displaystyle g\in G}に対し、{\displaystyle (R_{g})_{*}({\mathcal {H}}_{p})={\mathcal {H}}_{pg}}

ここで{\displaystyle {\mathcal {V}}_{p}}は垂直部分空間{\displaystyle {\mathcal {V}}_{p}:=\pi _{*}{}^{-1}(T_{\pi (p)}M)\subset T_{p}P}であり、{\displaystyle (R_{g})_{*}}は{\displaystyle g\in G}のPへの右からの作用{\displaystyle R_{g}~:~p\in P\to pg\in P}がTPに誘導する写像である。{\displaystyle {\mathcal {H}}_{p}}をpにおける水平部分空間という。

一般のファイバーバンドルの接続の場合と同様、垂直射影{\displaystyle \{V_{p}\}_{p\in P}}を用いて接続概念を定義することも可能で、
- 任意の{\displaystyle p\in P}に対し、{\displaystyle V_{p}|_{{\mathcal {V}}_{p}}=\mathrm {id} }
- 任意の{\displaystyle p\in P}、{\displaystyle g\in G}に対し、{\displaystyle (R_{g})_{*}\circ V_{p}=V_{pg}\circ (R_{g})_{*}}

により接続概念を定義づけられる。
しかし次節に見るようにリー群・リー代数対応に着目する事で、リー代数の言葉を使った定式化も可能である。

### リー代数を使った定式化
本節では、前節で定義した主バンドルの接続概念をリー代数を使って特徴づける。
そのためにまず、定義のために必要な概念を導入する。

#### 基本ベクトル場
Gをリー群とし、{\displaystyle {\mathfrak {g}}}をそのリー代数とし、さらにNをGが右から作用する多様体（例えばG-主バンドル{\displaystyle \pi ~:~P\to M}の全空間P）とする。
定義 (基本ベクトル場) ― 
リー代数の元{\displaystyle A\in {\mathfrak {g}}}と点{\displaystyle p\in N}に対し、
{\displaystyle {\underline {A}}_{p}:=\left.{\frac {d}{dt}}(p\cdot \mathrm {exp} (tA))\right|_{t=0}\in T_{p}N}
により、N上のベクトル場{\displaystyle {\underline {A}}}を定義する。{\displaystyle {\underline {A}}}をAに対応するNの基本ベクトル場（英: fundamental vector field on N associated to A）という。
なお、NがG-主バンドル{\displaystyle \pi ~:~P\to M}の全空間Pの場合には{\displaystyle {\underline {A}}_{p}}は垂直部分空間{\displaystyle {\mathcal {V}}_{p}}の元である事が容易に示せる。

#### 随伴表現
定義 (リー群の随伴表現) ― Gをリー群とし{\displaystyle {\mathfrak {g}}}をそのリー代数とする。このとき、Gの線形表現
{\displaystyle \mathrm {Ad} ~:~G\to \mathrm {GL} ({\mathfrak {g}})}
を{\displaystyle g\in G}に対し、
{\displaystyle \mathrm {Ad} (g)~:~{\tfrac {dh}{dt}}(0)\in {\mathfrak {g}}\mapsto \left.{\tfrac {d}{dt}}gh(t)g^{-1}\right|_{t=0}\in {\mathfrak {g}}}
により定義し、AdをGの随伴表現（英: adjoint representation）という。
ここで{\displaystyle \mathrm {GL} ({\mathfrak {g}})}は{\displaystyle {\mathfrak {g}}}上の線形同型全体のなすリー群である。随伴表現の定義は{\displaystyle h(t)}の取り方によらずwell-defninedである。

#### 定式化
基本ベクトル場の定義より明らかに各{\displaystyle p\in P}に対し、写像
{\displaystyle \zeta _{p}~:~A\in {\mathfrak {g}}\mapsto {\underline {A}}_{p}\in {\mathcal {V}}_{p}}
は全単射であるので、ζpの写像の逆写像を垂直射影と合成する事で、
{\displaystyle T_{p}P{\underset {V_{p}}{\to }}{\mathcal {V}}_{p}{\underset {\zeta _{p}{}^{-1}}{\overset {\sim }{\to }}}{\mathfrak {g}}}
作る事ができる。この写像を{\displaystyle {\mathfrak {g}}}に値を取る1-形式とみなしたものを
{\displaystyle \omega _{p}\in {\mathcal {A}}_{p}^{1}(P;{\mathfrak {g}})}
とし、各点pにωpを対応させるP上の{\displaystyle {\mathfrak {g}}}値1-形式の場ωを接続形式（英: connection form）という。ここで{\displaystyle {\mathcal {A}}_{p}^{1}(P;{\mathfrak {g}})}はP上の{\displaystyle {\mathfrak {g}}}値1-形式全体の集合である。
以上の議論から明らかに垂直射影からωが定まり、逆にωから垂直射影が定まるのでωによって接続概念を定式化できる：
定義・定理 (接続形式) ― 
Mを多様体、Gをリー群とし、{\displaystyle {\mathfrak {g}}}をGのリー代数とし、さらに{\displaystyle P}をM上のG-主バンドルとする。{\displaystyle P}上定義された{\displaystyle {\mathfrak {g}}}-値の1-形式のC∞級の場
{\displaystyle \omega ~:~TP\to {\mathfrak {g}}}
で以下を満たすものを{\displaystyle P}の接続形式という：
1. 任意の{\displaystyle A\in {\mathfrak {g}}}、{\displaystyle p\in P}に対し、{\displaystyle \omega _{p}({\underline {A}}_{p})=A}
2. 任意の{\displaystyle g\in G}、{\displaystyle p\in P}に対し、{\displaystyle (R_{g})^{*}\omega _{p}=(\mathrm {Ad} g^{-1})\omega _{p}}

主バンドルとしての接続から前述の方法でPの接続形式が定まり、逆に接続形式ωが0になる方向を水平方向とすることでPに主バンドルとしての接続が再現できるので、両者の定義は同値である。

### 諸概念
本節では主バンドルの接続に関する諸概念を接続形式を使って表現する。

#### 共変微分
接続が定義された主バンドル{\displaystyle \pi ~:~P\to M}において、切断sの共変微分は
{\displaystyle \nabla _{X}s|_{u}:=V_{s(u)}(s_{*}(X_{u}))}

により定義されていた。一方主接続の接続形式ωは垂直射影{\displaystyle V_{s(x)}}を基本ベクトル場を考えてリー代数と対応付ける事で定義されていた。よって次が成立する：
定理 (共変微分の具体的表記) ― 
{\displaystyle \zeta _{s(u)}{}^{-1}(\nabla _{X}s|_{u})=\omega _{s_{u}}(s_{*}(X_{u}))}
ここで
{\displaystyle \zeta _{p}~:~A\in {\mathfrak {g}}\mapsto {\underline {A}}_{p}\in {\mathcal {V}}_{p}} for {\displaystyle p\in P}
である。

#### 曲率
本節では、上記で定義したリー代数による接続の記述を使って曲率形式をリー代数の言葉で書き換える。
そのために{\displaystyle {\mathfrak {g}}}-値1-形式α、βに対し、
{\displaystyle [\alpha ,\beta ]_{\mathfrak {g}}(X,Y):=[\alpha (X),\beta (Y)]_{\mathfrak {g}}-[\alpha (Y),\beta (X)]_{\mathfrak {g}}}
と定義する。ここで{\displaystyle [\cdot ,\cdot ]}は{\displaystyle {\mathfrak {g}}}上のリー括弧である。さらに前節同様
{\displaystyle \zeta _{p}~:~{\mathfrak {g}}{\overset {\sim }{\to }}{\mathcal {V}}_{p}}
を考える。紛れがなければ添字pを省略し単にζと書く。
定理 (主バンドルの接続の曲率) ― 
Mを多様体、Gをリー群とし、{\displaystyle {\mathfrak {g}}}をGのリー代数とし、さらに{\displaystyle P}をM上のG-主バンドルとし、ωをPの主バンドルとしての接続とする。このとき曲率形式Ωは以下を満たす：
- （構造方程式[46]）{\displaystyle \zeta {}^{-1}(\Omega )=d\omega +{1 \over 2}[\omega ,\omega ]_{\mathfrak {g}}\in {\mathfrak {g}}}

紛れがなければ{\displaystyle \zeta {}^{-1}(\Omega )}を単にΩと書き、接続形式ωの曲率形式という。
曲率形式は次を満たす：
定理 (曲率の性質) ― 次が成立する：
- 任意の{\displaystyle p\in P}に対し、{\displaystyle \Omega _{p}=H_{p}{}^{*}(d\omega _{p})}
- 任意の{\displaystyle g\in G}、{\displaystyle p\in P}に対し、{\displaystyle (R_{g})^{*}\Omega _{p}=\mathrm {Ad} (g^{-1})\Omega _{p}}
- （ (第二)ビアンキ恒等式） {\displaystyle d\Omega =[\Omega ,\omega ]}

ここでHpは水平部分空間への射影である。

### モーレー・カルタン形式
接続形式の意味を見るため、リー群のモーレー・カルタン形式を定義する。
定義 (モーレー・カルタン形式) ― 
Gをリー群とし、{\displaystyle {\mathfrak {g}}}をそのリー代数とするとき、Gの各点gに対しG上の{\displaystyle {\mathfrak {g}}}値1-形式{\displaystyle \mu _{g}}を
{\displaystyle \mu _{g}~:v\in ~T_{g}G\mapsto L_{g^{-1}}{}_{*}(v)\in {\mathfrak {g}}}
により定義し、μgをGのgにおけるモーレー・カルタン形式という。
ここで{\displaystyle L_{g^{-1}}{}_{*}}は群の左作用{\displaystyle L_{g^{-1}}~:~h\in G~~\mapsto g^{-1}h}が誘導する写像である。
モーレー・カルタン形式は以下を満たす：
定理 ― 
- {\displaystyle (R_{g})^{*}\mu =\mathrm {Ad} (g^{-1})\mu }
- {\displaystyle d\mu +{1 \over 2}[\mu ,\mu ]_{\mathfrak {g}}=0}

上記の2式のうち下のものをモーレー・カルタンの方程式（英: Maurer-Cartan equation）、もしくはリー群Gの構造方程式（英: structure equation）という。

一点集合{\displaystyle \{x_{0}\}}を0次元多様体とみなし、Gを{\displaystyle \{x_{0}\}}上のG-主バンドル{\displaystyle G\to \{x_{0}\}}とみなすと、上記の定理から明らかにモーレー・カルタン形式はこのバンドル上の接続となる。
構造方程式から以下が明らかに従う：
定理 ― 
モーレー・カルタン形式をG-主バンドル{\displaystyle G\to \{x_{0}\}}の接続とみなしたとき、この接続の曲率は0である。
曲率が0である事は水平部分空間が可積分である事と同値であったので、水平部分空間が自明になる一点上のバンドルでは曲率が0になるのは自明である。

実は以下が成立する：
定理 ― 
モーレー・カルタン形式は一点集合上のG-主バンドル{\displaystyle G\to \{x_{0}\}}の唯一の接続である。
実際、底空間が一点である事から
{\displaystyle T_{g}G}と{\displaystyle {\mathcal {V}}_{g}}は同次元なので垂直射影は恒等写像しか存在せず、しかも基本ベクトル場の定義から{\displaystyle g\in G}と{\displaystyle A\in {\mathfrak {g}}}に対し、
{\displaystyle {\underline {A}}_{g}:=\left.{\frac {d}{dt}}(g\cdot \mathrm {exp} (tA))\right|_{t=0}=(L_{g})_{*}(A)=\mu _{g}{}^{-1}(A)}
であるので、{\displaystyle G\to \{x_{0}\}}上の接続は
{\displaystyle T_{g}G={\mathcal {V}}_{g}{\overset {\mu _{g}}{\to }}{\mathfrak {g}}}
のみになる。

以上のことから接続形式ωが定義されたG-主バンドル{\displaystyle \pi ~:~P\to M}に対し、ωをM上の一点x0のファイバー{\displaystyle P_{x_{0}}=\pi ^{-1}(x_{0})}（すなわちこの接続の垂直方向）に制限したものは必ずモーレー・カルタン形式μに一致する。

実は次が成立する：
定理 ― {\displaystyle \pi ~:~P\to M}をG-主バンドルとし、ωをP上定義された微分形式のなめらかな場とする。さらに各{\displaystyle x_{0}\in M}に対し、{\displaystyle \iota _{x_{0}}~:~G{\overset {\sim }{\to }}P_{x_{0}}}を自然な同一視とする。
このとき、以下の2つは同値である：
- ωは接続形式の定義の1つ目の条件をみたす。すなわち、任意の{\displaystyle A\in {\mathfrak {g}}}、{\displaystyle p\in P}に対し、{\displaystyle \omega _{p}({\underline {A}}_{p})=A}
- 任意の{\displaystyle x_{0}\in M}に対し、{\displaystyle \iota _{x_{0}}{}^{*}(\omega )=\mu }

ここでμはモーレー・カルタン形式である。
以上のことから、接続形式とは、各ファイバー上ではモーレー・カルタン形式に一致し、しかもGの作用との両立性{\displaystyle (R_{g})^{*}\omega _{p}=(\mathrm {Ad} g^{-1})\omega _{p}}をみたすものとして特徴づけられる。

### 平行移動
主バンドルの接続の場合、平行移動は以下を満たす：
定理 ― 主バンドルの接続は常に完備である。
すなわち、主バンドル{\displaystyle \pi ~:~P\to M}の底空間M上の任意の曲線{\displaystyle x(t)}と{\displaystyle x(t)}の始点{\displaystyle x(0)}のファイバー{\displaystyle P_{x(0)}}の元pに対し、pの{\displaystyle x(t)}に沿った平行移動が常に定義可能である。
定理 ― 平行移動はGの作用と可換である。
すなわち、{\displaystyle \pi ~:~P\to M}を接続が定義されたG-主バンドルとし、{\displaystyle x(t)}を底空間M上の曲線とし、{\displaystyle x(t)}の一点{\displaystyle x(0)}のファイバーの元{\displaystyle p\in P_{x(0)}}に{\displaystyle x(t)}に沿って平行移動した結果{\displaystyle p'\in P_{x(1)}}を対応させる写像を
{\displaystyle \varphi ~:~p\in P_{x(0)}\mapsto p'\in P_{x(1)}}
とすると、
{\displaystyle \varphi (pg)=\varphi (p)g}
が任意の{\displaystyle p\in P_{x(0)}}、{\displaystyle g\in G}に対して成立する。
よって特に以下が成立する：
系 ― 
記号を上述の定理のように取る。x(0)、x(1)の周りに局所座標を取り、局所座標で{\displaystyle P_{x(0)}\approx G}、{\displaystyle P_{x(1)}\approx G}と表す事で{\displaystyle \varphi }をG上の自己同型とみなすと、
{\displaystyle \varphi (g)=h_{\varphi }g}
と書ける{\displaystyle h_{\varphi }\in G}が存在する。
実際、{\displaystyle h_{\varphi }=\varphi (e)}とすれば上の系が成立する。ここでeはGの単位元である。

### ベクトル値を取る微分形式
本節では主バンドルPの微分形式のうち性質の良いものがPに対応するベクトルバンドルの微分形式と1対1に対応する事を見る。次節でこの同型を曲率形式がリー代数のバンドルの元とみなせる事を示すのに利用し、更に後の章でベクトルバンドルの共変外微分を定義するのに利用する。

Vをベクトル空間とし、
{\displaystyle \rho ~:~G\to \mathrm {GL} (V)}
をリー群GからV上の一般線形群{\displaystyle \mathrm {GL} (V)}へのなめらかな準同型（すなわちなめらかな線形表現）とし、{\displaystyle P\to M}を接続形式ωが定義されたG-主バンドルとする。
定義 (テンソル形式) ― 
kを非負整数とし、P上のk次のV値微分形式ηで
- {\displaystyle (R_{g})^{*}(\eta )_{p}(v_{1},\ldots ,v_{k})=\rho (g^{-1})\eta _{p}(v_{1},\ldots ,v_{k})}
- （水平性）あるviが垂直であれば、{\displaystyle \eta _{p}(v_{1},\ldots ,v_{k})=0}

を任意の{\displaystyle p\in P}と任意の{\displaystyle v_{1},\ldots ,v_{k}\in T_{p}P}に対して満たすものをタイプρのテンソル形式（英: tensorial form of type ρ）であるといい、P上のk次のV値微分形式でタイプρのテンソル形式であるもの全体を
{\displaystyle {\mathcal {A}}_{\rho }^{k}(P;V)}
と書く。
ベクトルバンドル{\displaystyle E=P\times _{\rho }V\to M}を考え、{\displaystyle p\in P}に対し、
{\displaystyle \varphi _{p}~:~v\in V\mapsto [(p,v)]\in E_{\pi (p)}\subset P\times _{\rho }V=E}
を商写像とすると、{\displaystyle {\mathcal {A}}_{\rho }^{k}(P,V)}の元は{\displaystyle \varphi _{p}}により{\displaystyle {\mathcal {A}}^{k}(M;E)}の元と自然に対応する。ここで{\displaystyle {\mathcal {A}}^{k}(M;E)}はEに値を取るk次微分形式全体の集合である：
定理 (テンソル形式と底空間上の切断の関係) ― 
{\displaystyle \eta \in {\mathcal {A}}_{\rho }^{k}(P;V)}、{\displaystyle u\in M}と{\displaystyle X_{1},\ldots ,X_{k}\in T_{u}M}に対し、{\displaystyle \pi (p)=x}を満たす{\displaystyle p\in P}を選んで
{\displaystyle \varphi ^{\flat }{}_{x}:=\varphi _{p}(\eta _{p}(\mathrm {Lift} _{p}{}_{*}(X_{1}),\ldots ,\mathrm {Lift} _{p}{}_{*}(X_{k})))}
とすると、{\displaystyle \varphi ^{\flat }{}_{x}}はpの取り方によらずwell-definedであり、
{\displaystyle \eta \in {\mathcal {A}}_{\rho }^{k}(P;V)\mapsto \varphi ^{\flat }\in {\mathcal {A}}^{k}(M;E)}
は全単射である。
上記の写像の逆写像は以下のように書ける：
定理 ― 
{\displaystyle \xi \in {\mathcal {A}}^{k}(M;E)}、{\displaystyle p\in P}、{\displaystyle Y_{1},\ldots ,Y_{k}\in T_{p}P}に対し、
{\displaystyle \xi ^{\sharp }:=\varphi _{p}{}^{-1}\circ \xi (\pi _{*}(Y_{1}),\ldots ,\pi _{*}(Y_{k}))}
とすると、
{\displaystyle \xi \in {\mathcal {A}}^{k}(M;E)\mapsto \xi ^{\sharp }\in {\mathcal {A}}_{\rho }^{k}(P;V)}
は: {\displaystyle \eta \mapsto \eta ^{\flat }}の逆写像である。

### 随伴バンドル
本節ではリー群の随伴バンドルを定義し、曲率形式は随伴バンドル上の微分形式とみなせる事を見る。まず随伴バンドルを定義する：
定義 (随伴バンドル) ― Gをリー群とし{\displaystyle {\mathfrak {g}}}をそのリー代数とし、さらに{\displaystyle P\to M}をG-主バンドルとし、{\displaystyle G{\overset {\mathrm {Ad} }{\curvearrowright }}{\mathfrak {g}}}を随伴表現とする。このとき、
{\displaystyle P\times _{\mathrm {Ad} }{\mathfrak {g}}\to M}
を{\displaystyle P\to M}の随伴バンドル（英: adjoint bundle）という。
前述した主接続の曲率の性質から、Pに接続形式ωが定義されているとき、
{\displaystyle \Omega \in {\mathcal {A}}_{\mathrm {Ad} }^{2}(P;{\mathfrak {g}})\approx {\mathcal {A}}^{2}(M;P\times _{\mathrm {Ad} }{\mathfrak {g}})}
が成立する。すなわち曲率形式は随伴バンドルの元と見なすことができる。
一方、接続形式は（恒等的に0でない限り）テンソル形式の定義における水平性を満たさないので、{\displaystyle \omega \notin {\mathcal {A}}_{\mathrm {Ad} }^{1}(P;{\mathfrak {g}})}である。

### 共変外微分

#### 主バンドル上の共変外微分
{\displaystyle \pi ~:~P\to M}を接続形式ωが定義されたG-主バンドルとし、
{\displaystyle H_{p}~:~T_{p}P\to {\mathcal {H}}_{p}}
を接続ωに関するPの点pにおける水平射影とし、さらにVをベクトル空間とする。{\displaystyle {\mathcal {A}}^{k}(P;V)}を{\displaystyle V}値k-形式全体の集合とすると、{\displaystyle \eta \in {\mathcal {A}}^{k+1}(P;V)}に対し、
{\displaystyle H^{*}(\eta )(X_{1},\ldots ,X_{k+1}):=\eta (H(X_{1}),\ldots ,H(X_{k+1}))}
を定義できる。
定義 (主バンドルの共変外微分) ― 
外微分{\displaystyle d~:~{\mathcal {A}}^{k}(P;V)\to {\mathcal {A}}^{k+1}(P;V)}とH*との合成
{\displaystyle d_{\omega }:=H^{*}\circ d~:~{\mathcal {A}}^{k}(P;V)\to {\mathcal {A}}^{k+1}(P;V)}
を接続ωに関する次数kの共変外微分（英: covariant exterior derivative）という。
共変外微分は通常の外微分と違い、{\displaystyle d_{\omega }d_{\omega }}は0になるとはかぎらないが、{\displaystyle V}が構造群Gのリー代数{\displaystyle {\mathfrak {g}}}である場合には、以下の関係式を示すことができる。以下でΩは接続形式ωに関する曲率である：
定理 ― {\displaystyle \omega \in {\mathcal {A}}^{1}(P;{\mathfrak {g}})}、{\displaystyle \Omega \in {\mathcal {A}}^{2}(P;{\mathfrak {g}})}であり、以下が成立する：
- {\displaystyle d_{\omega }\omega =\Omega }
- （(第二)ビアンキ恒等式）{\displaystyle d_{\omega }\Omega =0}

## 同伴バンドルへの接続の誘導
本節では主バンドルの接続からそれに同伴するバンドルに接続を誘導する方法を述べる。

### 準備：同伴バンドル
まず同伴バンドルの定義を復習する。{\displaystyle \pi ~:~P\to M}をG-主バンドルとし、Fを左からのGの作用{\displaystyle G{\overset {\curvearrowright }{}}F}を持つ多様体とするとき、P×Fを
{\displaystyle (p,ga)\sim (pg,a)} for {\displaystyle g\in G}
という同値関係で割った空間を{\displaystyle P\times _{G}F}とすると、
{\displaystyle [(p,a)]\in P\times _{G}F\to \pi (p)\in M}
は構造群Gを持つファイバーFのファイバーバンドルになる。{\displaystyle P\times _{G}F}をPの{\displaystyle G{\overset {\curvearrowright }{}}F}に関する同伴バンドルという。

### 接続の誘導

#### 定義
本節では主バンドル{\displaystyle \pi ~:~P\to M}上定義された接続{\displaystyle \{{\mathcal {H}}_{p}\}_{p\in P}}を用いて同伴バンドル{\displaystyle P\times _{G}F\to M}に接続を定義する方法を説明する。
{\displaystyle a\in F}に対し、写像
{\displaystyle \varphi _{a}~:~p\in P\to [(p,a)]\in P\times _{G}F}
を考える。
定義 (接続の誘導) ― 
{\displaystyle P\times _{G}F}の{\displaystyle [(p,a)]}における水平部分空間{\displaystyle {\mathcal {H}}'_{[(p,a)]}}を
{\displaystyle {\mathcal {H}}'_{[(p,a)]}:=(\varphi _{a})_{*}({\mathcal {H}}_{p})}
により定義し、{\displaystyle \{{\mathcal {H}}'_{[(p,a)]}\}_{[(p,a)]\in P\times _{G}F}}を{\displaystyle \{{\mathcal {H}}_{p}\}_{p\in P}}により{\displaystyle P\times _{G}F\to M}に誘導された接続（英: induced connection）、もしくは同伴接続（英: accociated connection）という。
上記の定義において{\displaystyle {\mathcal {H}}'_{[(p,a)]}}は代表元{\displaystyle (p,a)}の取り方によらずwell-definedである。

#### 別の定式化
本節では、前節で定義した同伴バンドルに誘導された接続を別の方法で特徴づける。
そのためにG上の積を取る写像と逆元を取る写像
{\displaystyle \mu ~:~(g,h)\in G\times G\mapsto gh\in G}
{\displaystyle \nu ~:~g\in G\mapsto g^{-1}\in G}
を考え、これらが接バンドルTGに誘導する写像
{\displaystyle \mu _{*}~:~TG\times TG\to TG}
{\displaystyle \nu _{*}~:~TG\to TG}
をそれぞれTG上で積を取る演算、逆元を取る演算とみなすと、TGがこの積に対して群になる事を示す事ができる。この群をリー群Gの接群（英: tangent group）という。

TGを上記の方法で群とみなすと、G-主バンドル{\displaystyle \pi ~:~P\to M}が誘導する{\displaystyle \pi _{*}~:~TP\to TM}はTG主バンドルとみなせ、{\displaystyle G{\overset {\curvearrowright }{}}F}が誘導する{\displaystyle TG{\overset {\curvearrowright }{}}TF}は群TGのTFへの群作用とみなせる。
このため同伴バンドル
{\displaystyle TP\times _{TG}TF\to M}
を考える事ができる。しかも
{\displaystyle T(P\times F)\approx TP\times TF\to TP\times _{TG}TF}
が同型
{\displaystyle T(P\times _{G}F)\approx TP\times _{TG}TF}
を誘導することも示す事ができる。
定義 (誘導された接続の別定義) ― 
G-主バンドル{\displaystyle \pi ~:~P\to M}の接続{\displaystyle \{{\mathcal {H}}_{p}\}_{p\in P}}の垂直射影Vpを使って
{\displaystyle {\begin{array}{ccc}T_{p}P\times T_{a}F&{\overset {V_{p}\times \mathrm {id} }{\longrightarrow }}&T_{p}P\times T_{a}F\\\downarrow &\circlearrowright &\downarrow \\T_{p}P\times _{TG}T_{a}F&{\overset {V'_{(p,a)}}{\longrightarrow }}&T_{p}P\times _{TG}T_{a}F\end{array}}}
が可換図式になるように垂直射影{\displaystyle V'_{(p,a)}}を定義することで{\displaystyle T(P\times _{G}F)\approx TP\times _{TG}TF}に接続を定義できる。
この接続を{\displaystyle \{{\mathcal {H}}_{p}\}_{p\in P}}により{\displaystyle P\times _{G}F\to M}に誘導された接続という。
本節で定義された「誘導された接続」が前節で定義されたものと同一であることを用意に示す事ができる。

### 誘導された接続の性質

#### 共変微分
本節では同伴接続の共変微分が主接続の接続形式を用いて表現できる事を見る。まず記号を定義する。
{\displaystyle \pi ~:~P\times _{G}F\to M}を主バンドル{\displaystyle P\to M}と作用{\displaystyle G{\overset {\curvearrowright }{}}F}から定義されたFバンドルとする。
さらに{\displaystyle P\to M}に接続形式がωの接続形式が定義されているとし、この接続が{\displaystyle \pi ~:~P\times _{G}F\to M}に誘導する接続の共変微分を∇とする。
そして{\displaystyle p\in P}に対し、
{\displaystyle \psi _{p}~:~a\in F\to [(p,a)]\in P\times _{G}F}
とする。
定理 (誘導された接続の共変微分と接続形式の関係) ― 
pを{\displaystyle P\to M}の切断とし、{\displaystyle a~:~M\to F}をなめらかな写像とし、sを{\displaystyle u\in M}に同値類{\displaystyle [(p_{u},a_{u})]\in P\times _{G}F}を対応させる切断とする。ここで{\displaystyle a_{u}:=a(u)}である。
このとき、XをM上のベクトル場とすると、
{\displaystyle \nabla _{X}s|_{u}=(\psi _{p_{u}})_{*}(a_{*}(X_{u})+{\overline {\omega _{p_{u}}(X_{u})}}|_{a_{u}})}
が成立する。
ここで{\displaystyle {\overline {\omega _{p_{u}}(X_{u})}}}はリー代数の元{\displaystyle \omega _{p_{u}}(X_{u})}の基本ベクトル場である。

#### 曲率
主接続の曲率とそこから誘導された接続の曲率は以下の関係を満たす。
定理 (誘導された接続の曲率) ― 
{\displaystyle P\to M}を接続の定義された主バンドルとし、Ωをその接続とする。さらに{\displaystyle P\to M}の同伴バンドル{\displaystyle E:=P\times _{G}F\to M}に{\displaystyle P\to M}から誘導された接続を入れ、その接続をΩ'とする。そして{\displaystyle q~:~P\to E}を商写像とする。このとき以下の図式は可換である：
{\displaystyle {\begin{array}{ccc}TP\times TP&{\overset {\Omega }{\to }}&{\mathcal {V}}P\\q_{*}\times q_{*}\downarrow &\circlearrowleft &q_{*}\downarrow \\TE\times TE&{\overset {\Omega '}{\to }}&{\mathcal {V}}E\end{array}}}
ここで{\displaystyle {\mathcal {V}}P}、{\displaystyle {\mathcal {V}}E}はそれぞれP、Eの垂直部分空間である。

### 誘導された接続の特徴づけ
本節ではファイバーバンドル上の（一般の）接続が主バンドルの接続から誘導された接続である条件をクリストッフェル形式を用いて記述する。
定理 ― 
{\displaystyle \pi _{P}~:~P\to M}をG-主バンドルとし、FをGが左から作用する多様体とし、{\displaystyle \pi _{E}~:~E\to M}を{\displaystyle \pi _{P}~:~P\to M}に同伴するF-バンドルとする。さらに{\displaystyle \{V_{p}\}_{p\in E}}を{\displaystyle \pi _{E}~:~E\to M}の（一般の）接続とする。Gのリー代数{\displaystyle A\in {\mathfrak {g}}}に（Gの左からの作用により）AがFに定義する基本ベクトル場{\displaystyle {\overline {A}}\in {\mathfrak {X}}(F)}を対応させる写像{\displaystyle A\in {\mathfrak {g}}\mapsto {\overline {A}}\in {\mathfrak {X}}(F)}が単射であるとする。ここで{\displaystyle {\mathfrak {X}}(F)}はF上のベクトル場の集合である。
このとき、{\displaystyle \{V_{p}\}_{p\in E}}が{\displaystyle \pi _{P}~:~P\to M}上の何らかの主バンドルとしての接続から誘導されている必要十分条件は以下が成立することである：
- {\displaystyle \pi _{E}~:~E\to M}のバンドルアトラス{\displaystyle (U_{\alpha },\varphi _{\alpha })_{\alpha }}が存在し[注 20]、任意のαに対し、{\displaystyle U_{\alpha }}に関するクリストッフェル形式{\displaystyle \Gamma ^{\alpha }}が{\displaystyle {\mathfrak {X}}_{\mathrm {fund} }(F)}に値を取る。

ここで{\displaystyle {\mathfrak {X}}_{\mathrm {fund} }(F)}はGの作用がFに定義する基本ベクトル場全体の集合である。
なお上では「あるバンドルアトラスが存在して」としたがあるバンドルアトラスに対して上記の性質が成立すれば任意のバンドルアトラスに対して上記の性質が成立する事が知られている。

## ベクトルバンドルの接続
本節ではベクトルバンドルとしての接続（すなわちKoszul接続）と、一般の接続概念や主接続の概念との関係をみる。

### Koszul接続の定義
まずKoszul接続の定義を復習する：
定義 (Koszul接続) ― 　
{\displaystyle \pi ~:~E\to M}を実ベクトルバンドルとし、{\displaystyle {\mathfrak {X}}(M)}をM上のベクトル場全体の集合とし、{\displaystyle \Gamma (E)}をEの切断の集合とする。
関数
{\displaystyle \nabla ~:~(X,s)\in {\mathfrak {X}}(M)\times \Gamma (E)\mapsto \nabla _{X}s\in \Gamma (E)}
で以下の性質を満たすものをE上のKoszul接続（英: Koszul connection）あるいは単に接続（英: connection）といい、{\displaystyle \nabla _{X}s}を接続{\displaystyle \nabla }が定めるsのX方向の共変微分という：
1. {\displaystyle \nabla _{fX+gY}s=f\nabla _{X}s+g\nabla _{Y}s}
2. {\displaystyle \nabla _{X}(as+bs')=a\nabla _{X}s+b\nabla _{X}s'}
3. {\displaystyle \nabla _{X}(fs)=X(f)s+f\nabla _{X}s}

ここでX、YはM上の任意のベクトル場であり、s、s'はEの任意の接続とし、f、gはM上定義された任意の実数値可微分関数であり、a、bは任意の実数であり、{\displaystyle fY}は点Pにおいて{\displaystyle f(P)Y_{P}}となるベクトル場であり、{\displaystyle X(f)}はfのX方向微分であり、{\displaystyle [X,Y]}はリー括弧である。

### ファイバーバンドルの接続との関係
ベクトルバンドル{\displaystyle \pi ~:~E\to M}においては垂直部分空間と接空間が自然に同一視できるので、その同一視の写像を
{\displaystyle \phi ~:~{\mathcal {V}}_{e}{\tilde {\to }}T_{\pi (e)}E}
と書く。
本節では一般の接続概念から定義される共変微分を∇とするとき、{\displaystyle \phi \circ \nabla }がKoszul接続になる条件を述べる。なお、逆にKoszul接続から一般の接続概念を誘導する方法はすでに述べた。
定理 (Koszul接続の条件) ― {\displaystyle \pi ~:~E\to M}をベクトルバンドルとし、{\displaystyle \{{\mathcal {H}}_{e}\}_{e\in E}}を{\displaystyle \pi ~:~E\to M}のファイバーバンドルとしての接続する。さらに{\displaystyle \phi ~:~{\mathcal {V}}_{e}{\tilde {\to }}E_{\pi (e)}}を垂直部分空間{\displaystyle {\mathcal {V}}_{e}}と{\displaystyle E_{\pi (e)}}の自然な同一視とする。
このとき以下の条件は同値である：
- {\displaystyle \{{\mathcal {H}}_{e}\}_{e\in E}}が定義する共変微分を∇とすると、{\displaystyle \phi \circ \nabla }はKoszul接続の公理を満たす。
- 任意の{\displaystyle \lambda \in \mathbb {R} }、{\displaystyle e\in E}に対し、{\displaystyle {\mathcal {H}}_{\lambda e}=(m_{\lambda })_{*}({\mathcal {H}}_{e})}

ここでmλはベクトル{\displaystyle e\in E}をλ倍した{\displaystyle \lambda e\in E}に写す写像とする。
Koszul接続から一般の接続概念を誘導する方法と（上記の定理の条件を満たす）一般の接続概念からKoszul接続を誘導する方法は「逆写像」の関係にあり、上記の定理の条件を満たす一般の接続概念とKoszul接続は1:1に対応する。

#### クリストッフェル記号
{\displaystyle \pi ~:~E\to M}をベクトルバンドルとし、{\displaystyle (x^{1},\ldots ,x^{m})}をMの局所座標とし、{\displaystyle e_{1},\ldots ,e_{n}}をEの局所的な基底とし、Eの元vを{\displaystyle v=v^{j}e_{j}}と表すと、クリストッフェル写像の節で述べたように、{\displaystyle e\in E}における水平リフトを
{\displaystyle \mathrm {Lift} _{e}\left({\partial  \over \partial x^{i}}\right)={\partial  \over \partial x^{k}}-\Gamma ^{i}{}_{k}(v){\partial  \over \partial v^{i}}}
と書ける。一方、Koszul接続のクリストッフェル記号を
{\displaystyle \nabla _{\tfrac {\partial }{\partial x^{k}}}e_{k}=\Gamma _{kj}^{i}e_{i}}
と定義すると、上述の定理から以下が従う：
定理 ― 以下が成立する：
{\displaystyle \Gamma ^{i}{}_{k}(v)=\Gamma _{kj}^{i}v^{j}}

### フレームバンドル
次に我々は主バンドルの接続とベクトルバンドルの接続の関係を見る。そのための準備として本節では「G-フレーム」、および「G-フレームバンドル」の概念を導入する。

#### 定義
「G-フレーム」とは正規直交基底の概念を一般化したもので、Gが{\displaystyle \mathrm {SO} (n)}の場合、G-フレームが正規直交基底に相当する。
定義 ― Gを{\displaystyle \mathrm {GL} _{n}(\mathbb {R} )}の部分リー群とし、{\displaystyle \pi ~:~E\to M}を構造群Gを持つベクトルバンドルとし、uをMの点とし、{\displaystyle e_{1},\ldots ,e_{n}}をEuの基底とする。{\displaystyle e_{1},\ldots ,e_{n}}がEのuにおけるG-フレーム（英: G-flame）であるとは、Eのuにおけるバンドルチャート{\displaystyle U\times \mathbb {R} ^{n}}と{\displaystyle g\in G}が存在し、このバンドルチャート上で
{\displaystyle (e_{1},\ldots ,e_{n})=(ge'_{1},\ldots ,ge'_{n})}
が成立する事を言う。
ここで{\displaystyle e'_{1},\ldots ,e'_{n}}は{\displaystyle \mathbb {R} ^{n}}の標準的な基底であり、{\displaystyle ge_{i}}は線形変換{\displaystyle g\in G\subset \mathrm {GL} _{n}(\mathbb {R} )}をeiに作用させたものである。
構造群Gを持つベクトルバンドルの定義から、G-フレームの定義はバンドルチャートの取り方によらずwell-definedである。

{\displaystyle F^{G}(E)_{u}}を{\displaystyle u\in M}上のG-フレーム全体の集合とすると、
{\displaystyle F^{G}(E):=\bigcup _{u\in M}F^{G}(E)_{u}}
は自然にM上のG-主バンドルをなし、{\displaystyle F^{G}(E)}を構造群Gに関するフレームバンドルという。

#### E→Mに対応する主バンドルとの関係
{\displaystyle P\to M}を{\displaystyle \pi ~:~E\to M}に対応するG-主バンドルとすると、PはG-フレームバンドルと自然に同一視できる：
定理 ― 記号を上述のように取り、{\displaystyle U_{\alpha }\subset M}、{\displaystyle \psi _{\alpha }~:~\pi ^{-1}(U_{\alpha }){\overset {\sim }{\to }}U_{\alpha }\times G}をPのバンドルチャートとする。このときP（のバンドルチャート）から{\displaystyle F^{G}(E)}への写像
{\displaystyle (u,g)\in U_{\alpha }\times G\mapsto (ge'_{1},\ldots ,ge'_{n})\in F_{G}(E)_{u}}
はバンドルチャートの取り方によらずwell-definedで、しかも主バンドルとしての同型写像になる。

よって以後、{\displaystyle \pi ~:~E\to M}に対応するG-主バンドルと{\displaystyle F^{G}(E)}を自然に同一視する。

#### 商写像との関係
フレームバンドルの利点は、主バンドルからベクトルバンドルへの商写像に直観的な意味を与えられることにある。以下で{\displaystyle P\to M}は前節同様{\displaystyle \pi ~:~E\to M}に対応するG-主バンドルである。
定理 (フレームバンドルによる成分表示) ― 写像の合成
{\displaystyle F_{G}(E)\times \mathbb {R} ^{n}\approx P\times \mathbb {R} ^{n}{\overset {q}{\to }}P\times _{G}\mathbb {R} ^{n}\approx E}
による{\displaystyle (e,a)\in F_{G}(E)\times \mathbb {R} ^{n}}の像は
{\displaystyle a^{i}e_{i}}
に一致する（アインシュタインの縮約で記載）。
ここでqは商写像であり、{\displaystyle a=(a^{1},\ldots ,a^{n})}であり、{\displaystyle e=(e_{1},\ldots ,e_{n})}である。

### 主接続によるKoszul接続の誘導

#### 接続の対応関係
本節ではG-主バンドルの接続形式の関係とこの接続がベクトルバンドルEに誘導する接続の関係を述べる。これまで同様Gを{\displaystyle \mathrm {GL} _{n}(\mathbb {R} )}の閉部分リー群とする。また前節で主バンドルがフレームバンドルと自然に同一視できる事を見たので、以下主バンドルとフレームバンドルを区別せずに用いる。

本節では以下特に断りがない限り、Gを{\displaystyle \mathrm {GL} _{n}(\mathbb {R} )}の部分リー群とし、{\displaystyle {\mathfrak {g}}}をGのリー代数とし、{\displaystyle \pi ~:~E\to M}をGを構造群を持つベクトルバンドルとし、{\displaystyle F_{G}(E)}をそのフレームバンドルとする。

主接続とKoszul接続の関係を見るための準備として、以下の概念を導入する：
定義 (接続形式) ― ∇をEのKoszul接続とする。さらに{\displaystyle e=(e_{1},\ldots ,e_{n})}をEの局所的な基底とする。
このときM上のベクトル場
Xに行列{\displaystyle {\hat {\omega }}_{e}(X)}を対応させる行列値の1-形式{\displaystyle {\hat {\omega }}_{e}=({\hat {\omega }}^{i}{}_{j})_{ij}}を
{\displaystyle (\nabla _{X}e_{1},\ldots ,\nabla _{X}e_{m})=(e_{1},\ldots ,e_{m}){\hat {\omega }}_{e}(X)}
により定義する。{\displaystyle {\hat {\omega }}_{e}}を局所的な基底{\displaystyle e=(e_{1},\ldots ,e_{m})}に関するレヴィ-チヴィタ接続の接続形式（英: connection form）という。
上で定義したKoszul接続の接続形式{\displaystyle {\hat {\omega }}_{e}}を使って{\displaystyle F_{G}(E)}の接続形式ωを定義するのだが、{\displaystyle {\hat {\omega }}_{e}}は一般には行列値の1-形式、すなわち

{\displaystyle {\mathfrak {gl}}_{n}(\mathbb {R} )}に値を取る1-形式であるが、{\displaystyle F_{G}(E)}の接続形式は必ずGのリー代数{\displaystyle {\mathfrak {g}}}に値を取る必要がある。そこで{\displaystyle {\hat {\omega }}_{e}}が{\displaystyle {\mathfrak {g}}}に値を取る場合に話を限定する。
定義 (Gと両立するKoszul接続) ― ∇をE上定義されたKoszul接続とし、{\displaystyle {\hat {\omega }}_{e}}をその接続形式とする。∇がGと両立するとは、任意の局所的な基底{\displaystyle e=(e_{1},\ldots ,e_{n})}に対し、
{\displaystyle {\hat {\omega }}_{e}\in {\mathfrak {g}}}
が成立する事を言う。
このとき、以下が従う：
定義 (主接続とKoszul接続の関係) ― E上のKoszul接続でGと両立するものは{\displaystyle F_{G}(E)}の主接続と1 : 1で対応する。
さらにGと両立するにKoszul接続∇に対応する主接続の接続形式をωとすると、任意の開集合{\displaystyle U\subset M}とU上で定義された{\displaystyle F_{G}(E)}の任意の局所的な切断{\displaystyle e=(e_{1},\ldots ,e_{n})}に対し、
{\displaystyle {\hat {\omega }}_{e}=e^{*}(\omega )}
が成立する。ここで{\displaystyle {\hat {\omega }}_{e}}は{\displaystyle e=(e_{1},\ldots ,e_{n})}を局所的な基底とみなしたときのeに関する∇の接続形式であり、{\displaystyle e^{*}(\omega )}はeをUからFG(E)への写像と見たときの接続形式ωのUへの引き戻しである。
上の定理で、{\displaystyle F_{G}(M)}上の主接続に対応するのは、この接続がEに誘導するが定義する共変微分∇である。接続の誘導の定義から共変微分がKoszul接続に一致する条件を満たすのを容易に確認できる。
逆にGと両立する接続が与えられたとき、{\displaystyle e\in F_{G}(E)}に対し、
{\displaystyle {\mathcal {H}}_{e}:=\{{\tfrac {de}{dt}}(0)|e(t)=(e_{1}(t),\ldots ,e_{n}(t))}は時刻0にeを通り、しかも{\displaystyle {\tfrac {\nabla e}{dt}}(0)=0}となる切断{\displaystyle \}}
を水平部分空間とする{\displaystyle F_{G}(E)}の主接続が与えられる。なお、この主接続の接続形式ωは{\displaystyle F_{G}(E)}の局所自明化{\displaystyle \pi ^{-1}(U)\approx U\times G}、∇の接続形式{\displaystyle {\hat {\omega }}_{e}}、Gのモーレー・カルタン形式μを用いて
{\displaystyle \omega _{(u,g)}=\mathrm {Ad} (g^{-1}){\hat {\omega }}_{(u,\mathrm {id} )}+\mu _{g}}
と書ける。ここでidはGの単位元である。

#### 共変微分の対応関係
ベクトルバンドル{\displaystyle E\to M}の切断sが与えられたとき、{\displaystyle F_{G}(M)}上の関数
{\displaystyle \psi _{s}~:~(e_{1},\ldots ,e_{n})\in F_{G}(M)\mapsto (s^{1},\ldots ,s^{n})\in \mathbb {R} ^{n}}, where {\displaystyle s=s^{i}e_{i}}
を定義できる。このとき次が成立する：
定理 ― M上の任意のベクトル場Xに対し、以下が成立する：
{\displaystyle \psi _{\nabla _{X}s}=\mathrm {Lift} (X)\psi _{s}}
ここで{\displaystyle \mathrm {Lift} (X)\psi _{s}}は{\displaystyle F_{G}(M)}上のベクトル場{\displaystyle Y:=\mathrm {Lift} (X)}により{\displaystyle F_{G}(M)}上の{\displaystyle \mathbb {R} ^{n}}値関数{\displaystyle \psi _{s}}の各成分を微分した{\displaystyle Y(\psi _{s})}の事である。

#### ホロノミーによるKoszul接続が導出される条件
前節ではフレームバンドルFG(E)に接続が定義されている状況下でその接続がEに誘導するKoszul接続を考察してきたが、本節ではこの逆、すなわちEのKoszul接続∇がどのような条件を満たせば∇がフレームバンドルFG(E)に接続から誘導されたものと一致するかを調べる。このために以下の定義をする：
定義 (構造群と両立するKoszul接続) ― Mを連結な多様体とし、Gを{\displaystyle \mathrm {GL} _{n}(\mathbb {R} ^{n})}の閉部分リー群とし、{\displaystyle \pi ~:~E\to M}を構造群Gを持つベクトルバンドルとし、∇を{\displaystyle E\to M}のKoszul接続とする。このとき、∇がGと両立する（英: G-compatible）とは、{\displaystyle \pi ~:~E\to M}の任意の局所自明化
{\displaystyle \varphi ~:~\pi ^{-1}(U){\tilde {\to }}V\times \mathbb {R} ^{n}} where {\displaystyle U\subset M} open、{\displaystyle V\subset \mathbb {R} ^{m}} open
に対し、U内の任意の曲線{\displaystyle u(t)}に沿った平行移動{\displaystyle E_{u(0)}\to E_{u(1)}}がGに属する線形変換である事を言う。
前述のAmbrose-Singerの定理の一般化から以下の定理が従う：
定理 ― 記号を上の定義と同様に取る。
Gを構造群として持つベクトルバンドル{\displaystyle E\to M}のKoszul接続∇がGと両立するとき、フレームバンドルFG(E)のある接続形式ωが存在し、∇はωからEに誘導される接続の共変微分と一致する。
Koszul接続∇が「Gと両立する」事の定義は上で挙げたものの他に前の節で挙げたものがあるが、この２つは同値である。実際、これら２つのいずれか言えれば∇は主接続から誘導される事を前節の定理と上記の定理から言え、主接続から誘導される接続はこれら２つの「Gと両立する」事の定義を両方満たすので、この２つは同値である。

### 曲率

#### 定義
Koszul接続が定義されたベクトルバンドルの曲率を以下のように定義する：
定義・定理 (曲率テンソル) ― ベクトルバンドル{\displaystyle \pi ~:~E\to M}の接続{\displaystyle \nabla }に対し、
{\displaystyle R(X,Y)s:=\nabla _{X}\nabla _{Y}s-\nabla _{Y}\nabla _{X}s-\nabla _{[X,Y]}s}  for {\displaystyle X,Y\in {\mathfrak {X}}(M),s\in \Gamma (E)}
とすると、RはX、Y、sに関して{\displaystyle C^{\infty }(M)}-線形である。よってRは各点{\displaystyle u\in M}に対し、
{\displaystyle R_{u}\in T^{*}M\otimes T^{*}M\otimes E^{*}\otimes E}
を対応させるテンソル場とみなせる。
Rを{\displaystyle \nabla }に関するEの曲率テンソル（英: curvature tensor）という。
Koszul接続の曲率形式を以下のように定義する：
定義 ― 記号を上の定義と同様に取る。さらにUをMの開集合とし、{\displaystyle e=(e_{1},\ldots ,e_{n})}をUにおけるフレームバンドル{\displaystyle F_{G}(M)}の切断とする。このとき、曲率テンソルを
{\displaystyle R(X,Y)e_{j}={\hat {\Omega }}^{i}{}_{j}(X,Y)e_{i}}
と成分表示し、{\displaystyle {\hat {\Omega }}_{e}:=({\hat {\Omega }}^{i}{}_{j})}とすると、Ωeは一般線形群のリー代数
{\displaystyle {\mathfrak {gl}}_{n}(\mathbb {R} )}に値を取る2-形式とみなせる。
{\displaystyle {\hat {\Omega }}_{e}}をeに関するKoszul接続∇の曲率形式（英: curvature form）という。

#### 一般の接続の曲率形式との関係
すでに述べたようにベクトルバンドル{\displaystyle \pi ~:~E\to M}上のKoszul接続∇には、それと対応するファイバーバンドルとしての接続{\displaystyle \{V_{e}\}_{e\in E}}が定義可能であるが、上述したKoszul接続の曲率は前述した一般のファイバーバンドルの曲率形式{\displaystyle \Omega (\xi ,\eta )=-V([H(\xi ),H(\eta )])}と以下の関係を満たす。ここでHは水平部分空間への射影である。
定理 ― 記号を上述のように取る。このとき、M上の点u、ベクトル{\displaystyle X,Y\in T_{u}M}、{\displaystyle s\in E_{u}}に対し、以下が成立する：
{\displaystyle R(X,Y)s=-V(\mathrm {Lift} _{s}(X),\mathrm {Lift} _{s}(Y))}
よって特にKoszul接続の曲率形式{\displaystyle {\hat {\Omega }}_{e}}とは以下の関係を満たす：
{\displaystyle {\hat {\Omega }}^{i}{}_{j}(X,Y)=-\langle e^{i},V(\mathrm {Lift} _{e_{j}}(X),\mathrm {Lift} _{e_{j}}(Y))\rangle }
ここで{\displaystyle e=(e_{1},\ldots ,e_{n})}であり、{\displaystyle (e^{1},\ldots ,e^{n})}はその双対基底である。

#### 主接続の曲率との関係
{\displaystyle E\to M}のフレームバンドル{\displaystyle F_{G}(M)}の曲率形式とKoszul接続の曲率形式は以下の関係を満たす：
定理 ― 
ベクトルバンドル{\displaystyle E\to M}のフレームバンドル{\displaystyle F_{G}(M)}に接続形式がωの接続が定義されているとし、この接続の曲率形式をΩとする。
さらにこの接続がEに誘導する接続が定義するKoszul接続を∇とし、{\displaystyle e=(e_{1},\ldots ,e_{n})}をMの開集合U上定義された{\displaystyle F_{G}(M)}の切断とし、{\displaystyle {\hat {\Omega }}_{e}}を∇のeに関する曲率形式とする。このとき、以下が成立する： 
{\displaystyle {\hat {\Omega }}_{e}=e^{*}(\Omega )}

### 共変外微分

#### 定義
本節ではベクトルバンドルの共変外微分を定義する。
そのために主バンドル上の共変外微分がタイプρのテンソル形式をタイプρのテンソル形式に写す事を見る：
定理 ― 
Vをベクトル空間とし、{\displaystyle \rho ~:~G\to \mathrm {GL} (V)}を構造群Gの（なめらかな）線形表現とする。このとき任意のkに対し以下が成立する：
{\displaystyle d_{\omega }({\mathcal {A}}_{\rho }^{k}(P;V))\subset {\mathcal {A}}_{\rho }^{k+1}(P;V)}
{\displaystyle E:=P\times _{\rho }V}とすると前に述べたように
{\displaystyle {\mathcal {A}}_{\rho }^{k}(P;V)\approx {\mathcal {A}}^{k}(M;E)}
が成立するので、上記の定理から、主バンドルの共変外微分dωを使ってベクトルバンドルの共変外微分を以下のように定義できる：
定理 (ベクトルバンドルの共変外微分) ― 
合成関数
{\displaystyle d_{\nabla }~:~{\mathcal {A}}^{k}(M;E)\approx {\mathcal {A}}_{\rho }^{k}(P;V){\overset {d_{\omega }}{\to }}{\mathcal {A}}_{\rho }^{k+1}(P;V)\approx {\mathcal {A}}^{k+1}(M;E)}
をベクトルバンドル{\displaystyle {\mathcal {A}}^{k}(M;E)}の共変外微分という。

#### 具体的表記
本節ではベクトルバンドルの共変外微分を具体的に表記する。Vをベクトル空間とし、{\displaystyle \rho ~:~G\to \mathrm {GL} (V)}を構造群Gの（なめらかな）線形表現とするとき、ρはGのリー代数{\displaystyle {\mathfrak {g}}}から{\displaystyle \mathrm {GL} (V)}のリー代数{\displaystyle {\mathfrak {gl}}(V)}への写像
{\displaystyle \rho _{*}~:~{\mathfrak {g}}\to {\mathfrak {gl}}(V)}
を誘導する。{\displaystyle {\mathfrak {gl}}(V)}はV上の線形写像全体と自然に同一視できるので、{\displaystyle u\in {\mathfrak {g}}}と{\displaystyle v\in V}に対し、{\displaystyle \rho _{*}(u)}をvに作用させた
{\displaystyle \rho _{*}(u)v}
を定義できる。
定義 ― {\displaystyle \tau \in {\mathcal {A}}^{k}(P;{\mathfrak {g}})}、{\displaystyle \eta \in {\mathcal {A}}^{\ell }(P;V)}に対し、τとηの積{\displaystyle \tau \cdot \eta \in {\mathcal {A}}^{k+\ell }(P;V)}を以下のように定義する：
{\displaystyle (\tau \cdot \eta )_{p}(X_{1},\ldots ,X_{k+\ell }):={1 \over k!\ell !}\sum _{\sigma \in {\mathfrak {S}}_{k+\ell }}\mathrm {sgn} (\sigma )\rho _{*}(\tau _{p}(X_{\sigma (1)},\ldots ,\tau (X_{\sigma (k)}))\eta _{p}(X_{\sigma (k+1)},\ldots ,X_{\sigma (\ell )})}
ここで{\displaystyle p\in P}、{\displaystyle X_{1},\ldots ,X_{k+\ell }\in T_{p}P}であり、{\displaystyle {\mathfrak {S}}_{k+\ell }}は{\displaystyle k+\ell }次の対称群である。
特に{\displaystyle V={\mathfrak {g}}}である場合は、{\displaystyle u,v\in {\mathfrak {g}}}に対し、
{\displaystyle \rho _{*}(u)v=[u,v]_{\mathfrak {g}}}
と{\displaystyle {\mathfrak {g}}}上のリー括弧{\displaystyle [\cdot ,\cdot ]_{\mathfrak {g}}}で書けるので、上記の定義の{\displaystyle \rho _{*}(\tau (\cdots ))\eta (\cdots )}の部分を{\displaystyle [\tau (\cdots ),\eta (\cdots )]_{\mathfrak {g}}}に置き換えられる。
上記の定義を使うと共変外微分を以下のように具体的に表記できる：
定理 ― {\displaystyle \eta \in {\mathcal {A}}_{\rho }^{\ell }(P;V)}であれば、以下が成立する：
{\displaystyle d_{\omega }\eta =d\eta +\omega \cdot \eta }

#### 主バンドルの共変外微分との関係
{\displaystyle E:=P\times _{\rho }V}とすると前述の同型
{\displaystyle {\mathcal {A}}_{\rho }^{k}(P;V)\approx {\mathcal {A}}^{k}(M;E)}
を使って上記の定理を{\displaystyle {\mathcal {A}}^{k}(M;E)}上の定理に書き換える事ができる：
定理 ― {\displaystyle \xi \in {\mathcal {A}}^{\ell }(M;V)}は以下を満たす：
{\displaystyle (d_{\nabla }\xi )^{\sharp }=d_{\omega }(\xi ^{\sharp })}
ここで「{\displaystyle \sharp }」はテンソル形式と底空間上の切断の同型写像である。